# Blues Get off My Shoulder
Blues Get off My Shoulder è un album raccolta pubblicato nel 2003 dai Carnival of Fools per l'etichetta V2/Sony Music.
Il titolo dell'album riprende quello dell'omonimo EP d'esordio del 1989.
È composto da una selezione dei brani composti dal gruppo guidato da Mauro Ermanno Giovanardi.

## Tracce
1. Not the Same – 3:38
2. Long Black Train – 2:45
3. Blah Blah Blues – 4:09
4. Waltzing to Nowhere – 3:33
5. Just Another Great Dream – 5:27
6. The Fly (cover di Nick Drake) – 2:42
7. The Prayer – 2:45
8. It's just that Song (cover di Charlie Feathers) – 2:53
9. Shadows of a Doubt (cover dei Sonic Youth) – 3:57
10. Goin' down Slow – 4:36
11. Raving – 4:14
12. The Stranger (Came back in Town) – 4:33
13. Black Song, a Love Song – 2:31
14. Moving Landscape – 3:24
15. With My Blood (You're Painting Your Slips) – 3:05
16. Shehellshell – 5:57
17. Love Will Tear Us Apart (cover dei Joy Division) – 4:01